# Віконт Даун

Герб віконтів Даун.

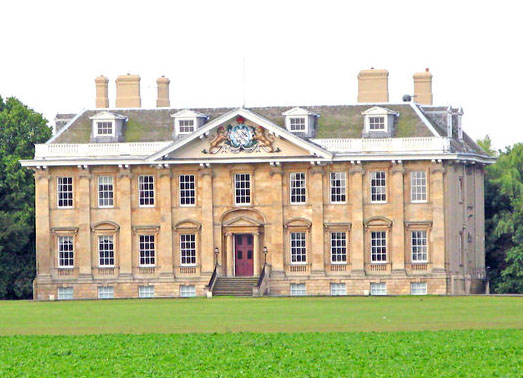
Ковік-Холл — резиденція віконтів Даун.

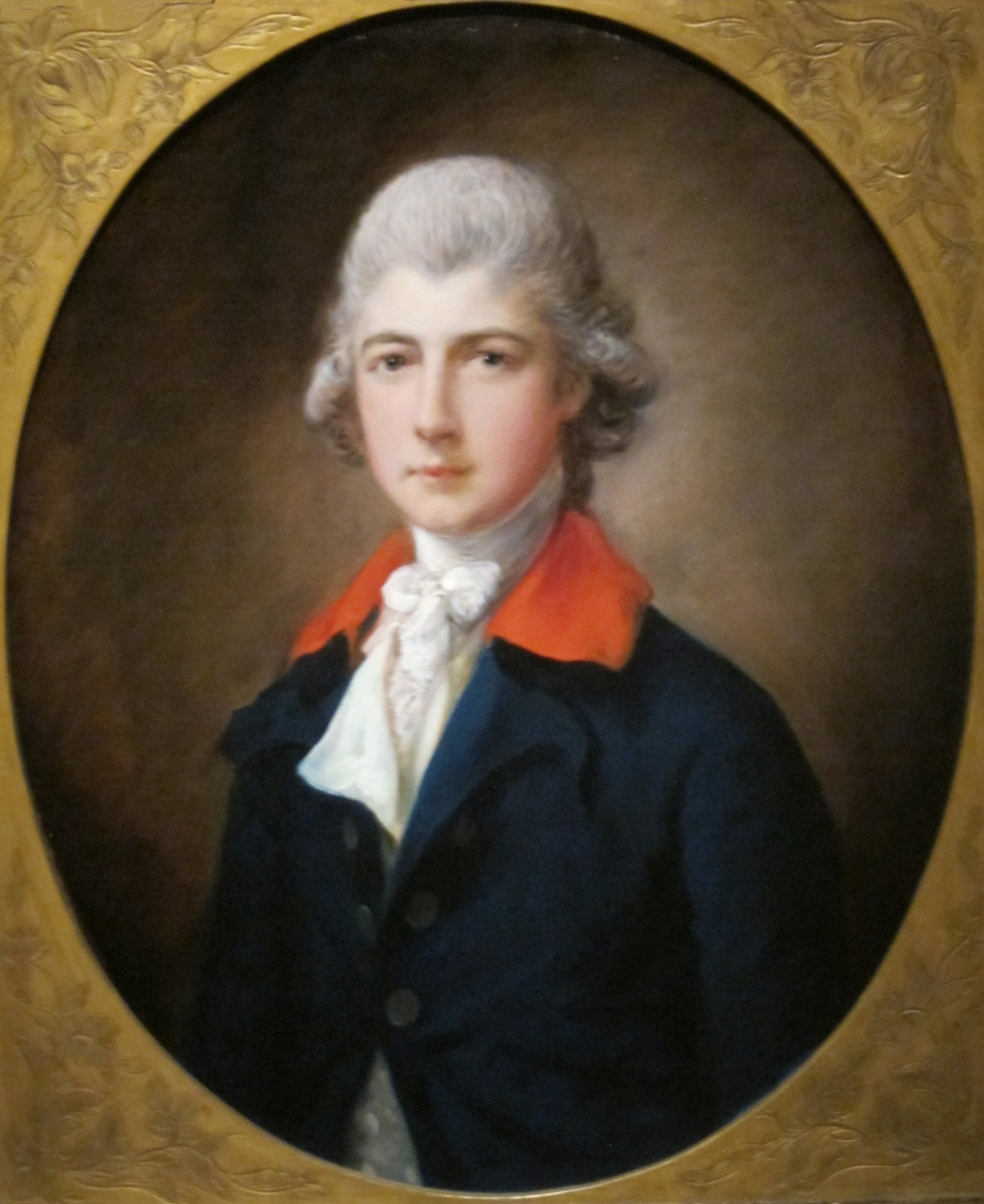
Джон Довні — V віконт Даун.

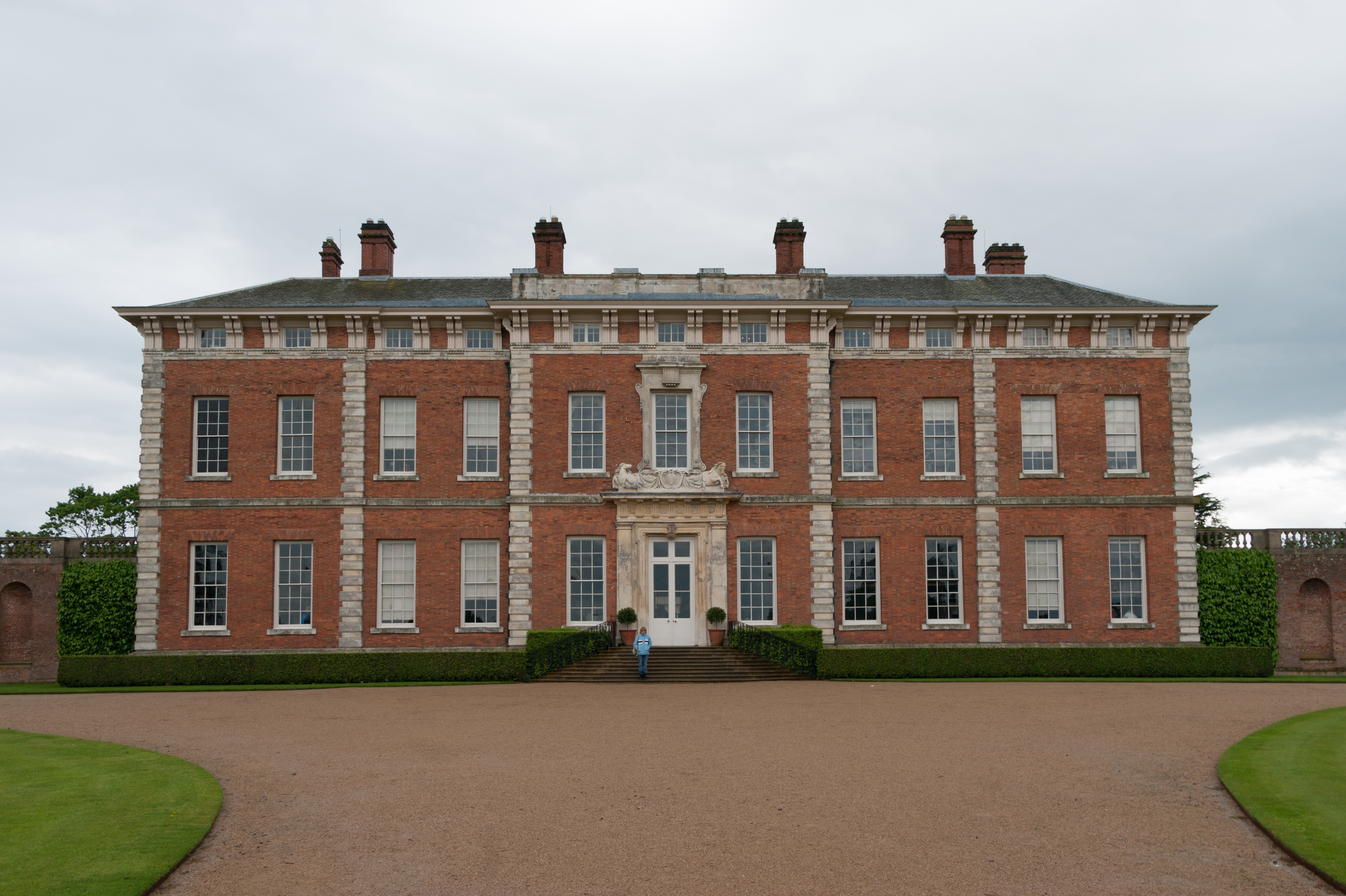
Бенінгброу-Холл. Йоркшир.

Віконт Даун (англ. Viscount Downe) — аристократичний титул в перстві Ірландії.

## Гасло віконтів Даун
Timet pudorem — «Він боїться тільки ганьби» (лат.)

## Історія віконтів Даун
Титул віконт Даун створювався двічі п перстві Ірландії. Вперше цей титул був створений у 1675 році для Вільяма Дюсі. Але цей титул зник після його смерті в 1679 році. Вдруге титул був створений в 1680 році для Джона Донея. Він був депутатом Палати громад парламенту Англії і представляв Йоркшир та Понтефракт. Титул успадкував його син, що став ІІ віконтом Даун. Він теж став депутатом Палати громад парламенту. Його онук став ІІІ віконтом Даун, він був депутатом парламенту від Йоркширу, але помер від ран, отриманих в битві під Кампеном у 1760 році. Титул успадкував його молодший брат, що став IV віконтом Даун. Він був депутатом парламенту і представляв Сіренсестер та Малтон.
Його син успадкував титул і став V віконтом Даун. Він став депутатом парламенту і представляв Пітерсфілд та Вуттон-Бассет. У 1797 році він отримав титул барона Довні з Ковіка, що в графстві Йорк у перстві Великої Британії. Але цей титул зник після його смерті. Титул віконта Дан успадкував його молодший брат, що став VI віконтом Даун. Його син — VII віконт Даун був депутатом парламенту від Ратленда. Його син — VIII віконт Даун був генерал-майоромбританської армії і брав участь в англо-зулуській війні 1879 року та Другій англо-бурській війні. У 1897 році він отримав титул барон Довні з Данбі, що біля Норт-Рафдінга, графство Йорк у перстві Великої Британії. Цей титул давав йому і його нащадкам автоматично місце в Палаті лордів парламенту. Так і тривало до ухвалення закону про Палату лордів у 1999 році.
На сьогодні титулом володіє його правнук, що став ХІІ віконтом Даун, що успадкував титул від свого батька в 2002 році.
Його світлість Гай Довні — четвертий син VII віконта Даун був відомим військовим і політиком партії консерваторів. І віконт Даун другого створення титулу був братом сера Крістофера Довні — І баронета Довні з Ковіка. Цей титул зник у 1644 році.
Родовим гніздом віконтів Даун було абатство Вікхем, що біля Скарборо, Північний Йоркшир.

## Віконти Даун (перше створення титулу, 1675)
- Вільям Дюсі (бл. 1612—1679) — І віконт Даун

## Віконти Даун (друге створення титулу, 1680)
- Джон Довні (1625—1695) — І віконт Даун
- Генрі Довні (1664—1741) — ІІ віконт Даун
- Вельмишановний Джон Довні (1686—1740)
- Генрі Плейделл Довні (1727—1760) — ІІІ віконт Даун
- Джон Довні (1728—1780) — IV віконт Даун
- Джон Крістофер Бертон Довні (1764—1832) — V віконт Даун
- Вільям Генрі Довні (1772—1846) — VI віконт Даун
- Вільям Генрі Довні (1812—1857) — VII віконт Даун
- Х'ю Річард Довні (1844—1924) — VIII віконт Даун
- Джон Довні (1872—1931) — ІХ віконт Даун, капітан 10-ї гусарського полку, воював у англо-бурській війні, де він згадувався в депешах і нагороджений орденами, пізніше отримав звання майора в Норфолк-Йоменрі. Успадкував титул віконта 21 січня 1924 року.
- Річард Довні (1903—1965) — Х віконт Даун, отримав освіту в Ітоні, Паж пошани Георга V в 1917—1919 роках; отримав звання полковника в Грін-Говард. Успадкував титул віконта 1 грудня 1931 року.
- Джон Крістіан Джордж Довні (1935—2002) — ХІ віконт Даун, здобув освіту в Ітоні та служив в Гренадерській гвардії, Крайст-Черч, Оксфорд; заступник лейтенанта Північного Йоркширу в 1982 році. Успадкував титул віконта 8 грудня 1965 року.
- Річард Генрі Доней (1967 р. н.) — ХІІ віконт Даун, здобув освіту в Ітоні та Даремі, де отримав ступінь бакалавра наук. Бухгалтер за професією. Успадкував титул віконта 15 березня 2002 року.

Імовірним спадкоємцем титулу є двоюрідний брат нинішнього власника титулу Томас Паян Довні (народився 24 липня 1978 року).